# Arthrostylidium fimbrinodum
Arthrostylidium fimbrinodum là một loài tre thuộc chi Arthrostylidium trong Họ Hòa thảo. Loài này có nguồn gốc từ Trung Mỹ, Tây Ấn, phía bắc Nam Mỹ, và phía nam Mexico. Nó được Judz. & L.G.Clark mô tả khoa học đầu tiên năm 1993.